# Richelieu – Drouot (Métro Paris)

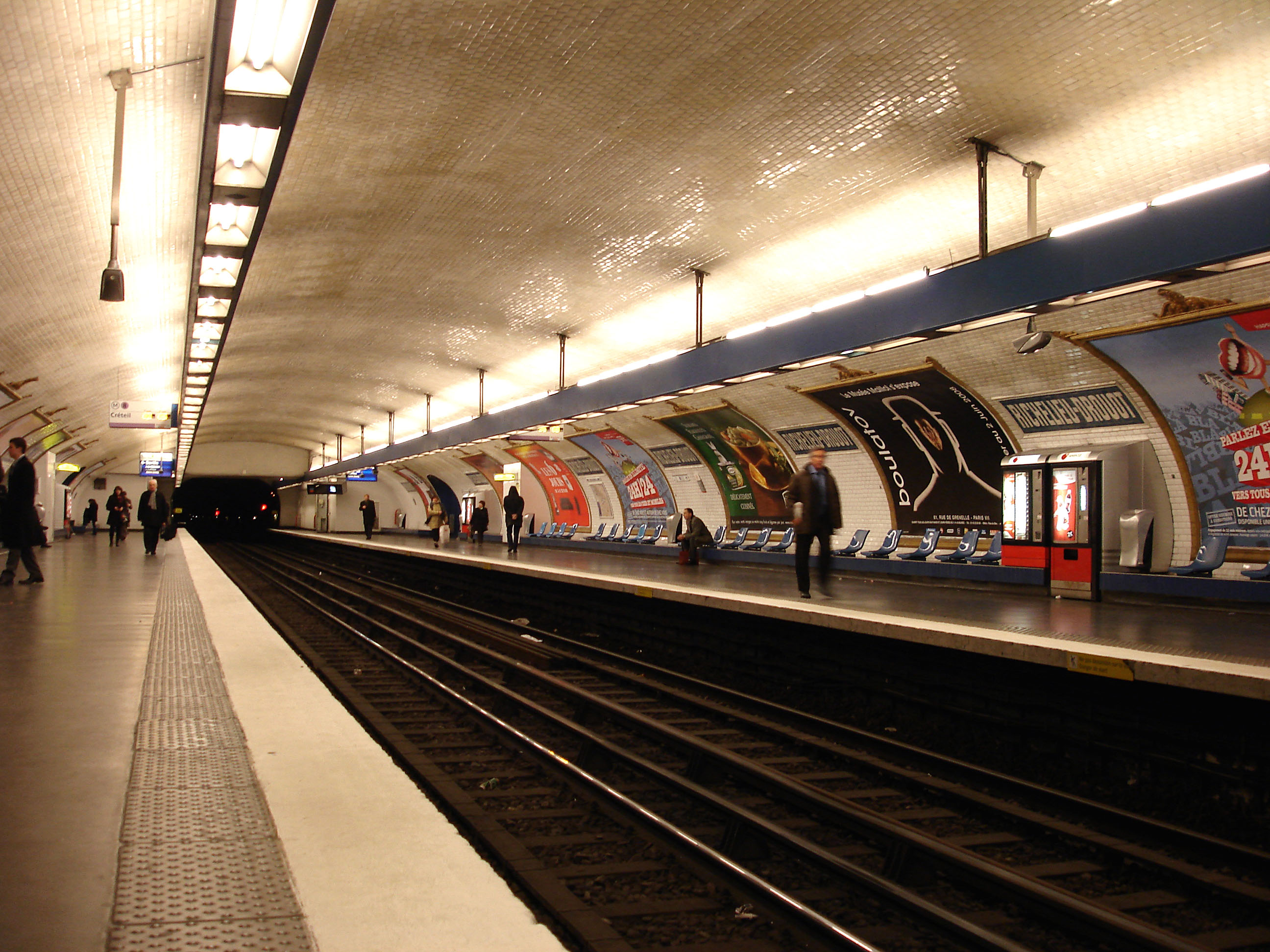
Station der Linie 8

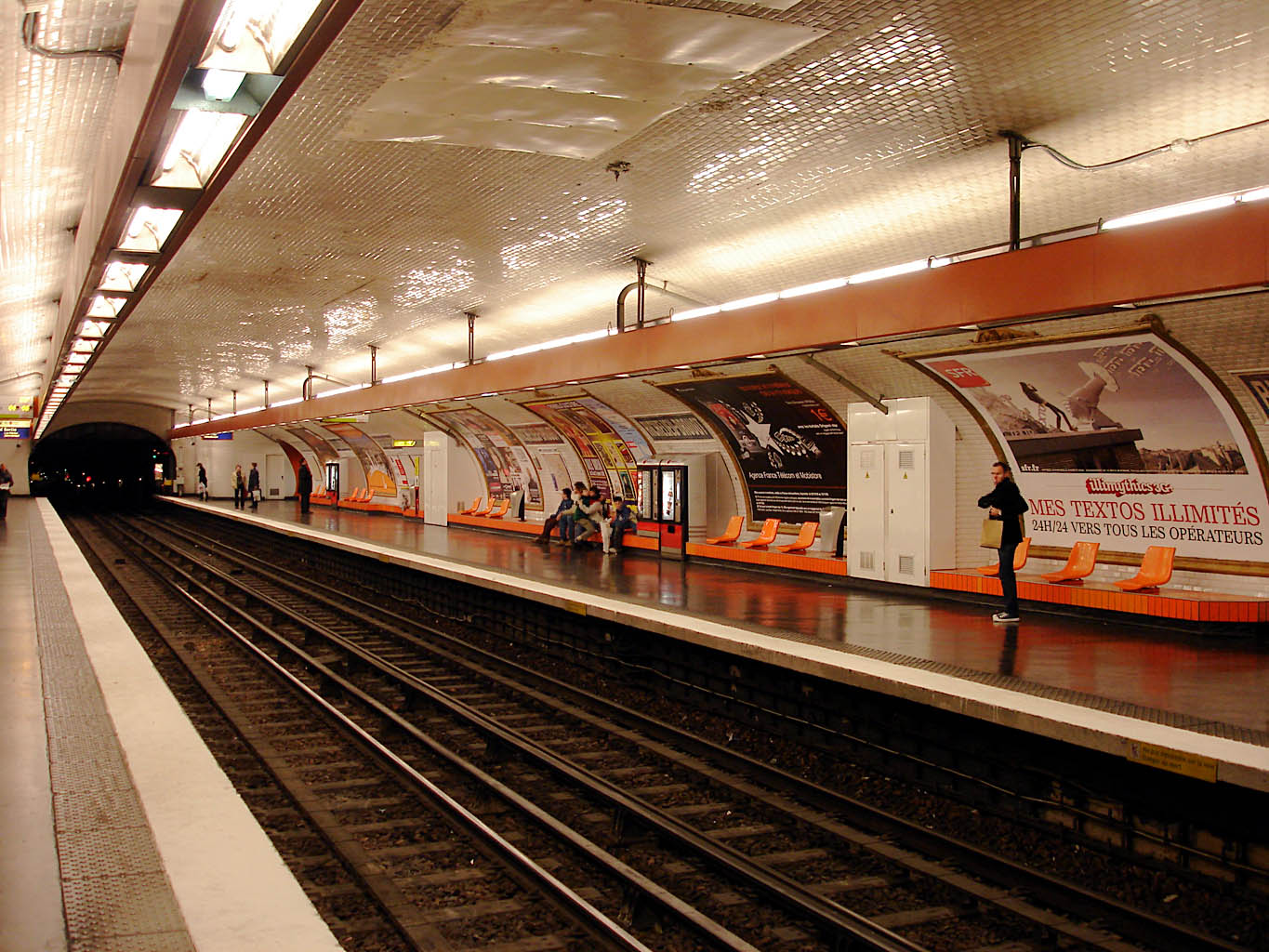
Station der Linie 9

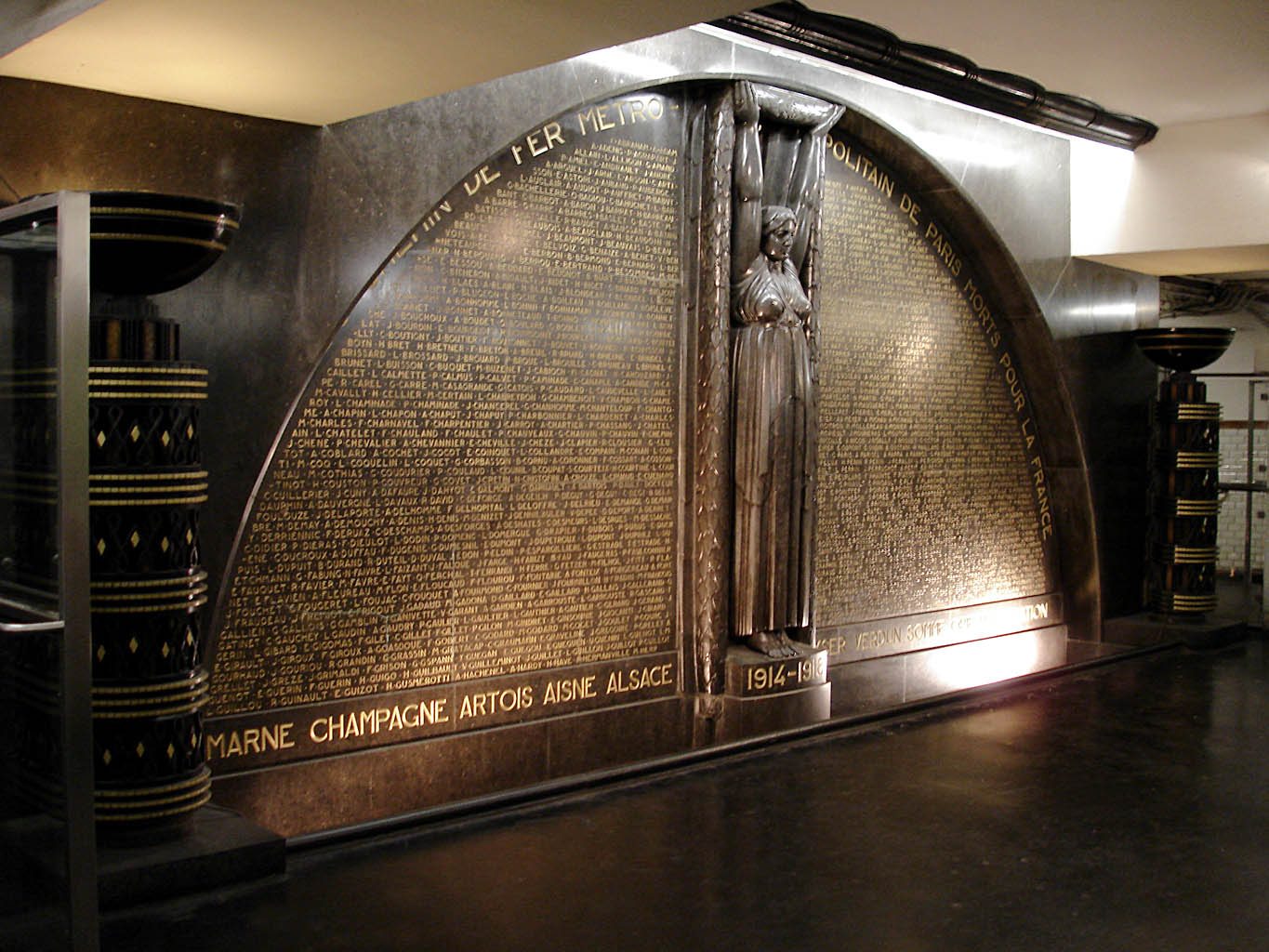
Denkmal für die im Ersten Weltkrieg gefallenen Mitarbeiter der Métro

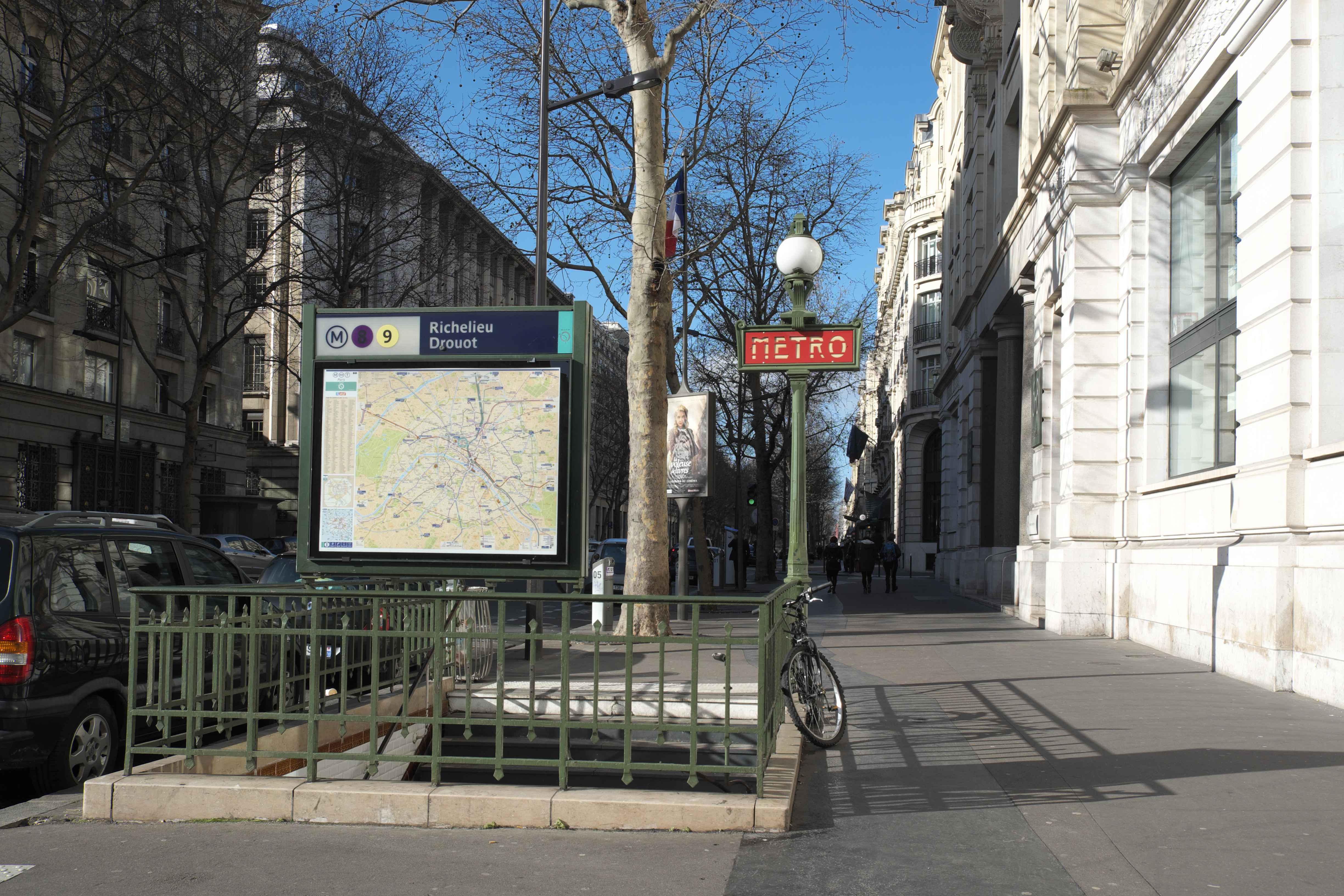
Zugang mit Art-déco-Kandelaber

Richelieu – Drouot [ʁiʃ(ə)ljø dʁuo] ist ein unterirdischer Umsteigebahnhof der Pariser Métro. Er wird von den Linien 8 und 9 bedient.

## Lage
Der U-Bahnhof befindet sich an der Grenze des Quartier Vivienne im 2. Arrondissement mit dem Quartier du Faubourg-Montmartre im 9. Arrondissement von Paris. Die Station der Linie 8 liegt längs unterhalb des Boulevard des Italiens, die der Linie 9 längs unter dem Boulevard Haussmann.

## Name
Namengebend sind die Rue de Richelieu und die Rue Drouot, deren gemeinsamer Straßenzug den Boulevard Montmartre an dessen westlichem Ende kreuzt. Armand-Jean du Plessis, Herzog von Richelieu (1585–1642) war Kardinal und Minister unter Ludwig XIII. Im Jahr 1635 gründete er die Académie française.
Antoine Drouot (1774–1847) war General der Artillerie und Pair von Frankreich. Er folgte Napoleon Bonaparte in dessen erstes Exil auf die Insel Elba.

## Geschichte
Der U-Bahnhof wurde am 30. Juni 1928 in Betrieb genommen. An jenem Tag wurde die Linie 8 von Opéra um 643 m bis Richelieu – Drouot verlängert. Am selben Tag ging die Verlängerung der Linie 9 von Chaussée d’Antin – La Fayette kommend in Betrieb.
Die Station der Linie 8 war bis zum 5. Mai 1931 nordöstlicher Endpunkt der Linie, die Linie 9 wurde am 10. Dezember 1933 über Richelieu – Drouot hinaus verlängert.
1931 wurde in der Umsteigehalle des U-Bahnhofs ein von Carlo Sarrabezolles entworfenes Denkmal errichtet. Es ehrt die 878 Mitarbeiter der Métro, die im Ersten Weltkrieg ihr Leben ließen.

## Beschreibung
Beide Stationen liegen unter elliptischen, weiß gefliesten Deckengewölben. Sie haben gekrümmte Seitenwände und Seitenbahnsteige an zwei Streckengleisen. Die Station der Linie 9 weist nach wie vor die ursprüngliche Pariser Standardlänge von 75 m auf. Die Station der Linie 8 wurde noch während des Baus auf 105 m verlängert und wurde zur ersten Station dieser Länge im Métronetz.
Da die Linie 9 unmittelbar westlich ihrer Station in ein gemeinsames Tunnelbauwerk mit der Linie 8 mündet und dort unter dieser verläuft, liegt ihre Station in größerer Tiefe.
Die Zugänge vom Straßenraum sind durch von Adolphe Dervaux entworfene Art-déco-Kandelaber markiert. Die Brüstung des im spitzen Winkel des Boulevard des Italiens mit dem Boulevard Haussmann gelegenen Zugangs wurde von Joseph Cassien-Bernard im Stil des Neoklassizismus gestaltet.

## Fahrzeuge
Zunächst verkehrten auf der Linie 8 Sieben-Wagen-Züge der Bauart Sprague-Thomson. Von 1975 an kamen MF-67-Züge auf die Linie 8, die ab 1980 durch die Baureihe MF 77 ersetzt wurden. Da nicht alle Stationen der Linie 8 entsprechend verlängert wurden, sind dort heute nur noch Fünf-Wagen-Züge im Einsatz.
Auf der Linie 9 verkehrten jahrzehntelang ebenfalls Sprague-Thomson-Züge, die dort ihr letztes Einsatzgebiet hatten. 1983 kam die Baureihe MF 67 auf die Strecke, seit Oktober 2013 kam zunehmend die Baureihe MF 01 zum Einsatz. Am 14. Dezember 2016 verkehrte der letzte MF-67-Zug auf der Linie 9.

## Umgebung
- Theater Opéra-Comique

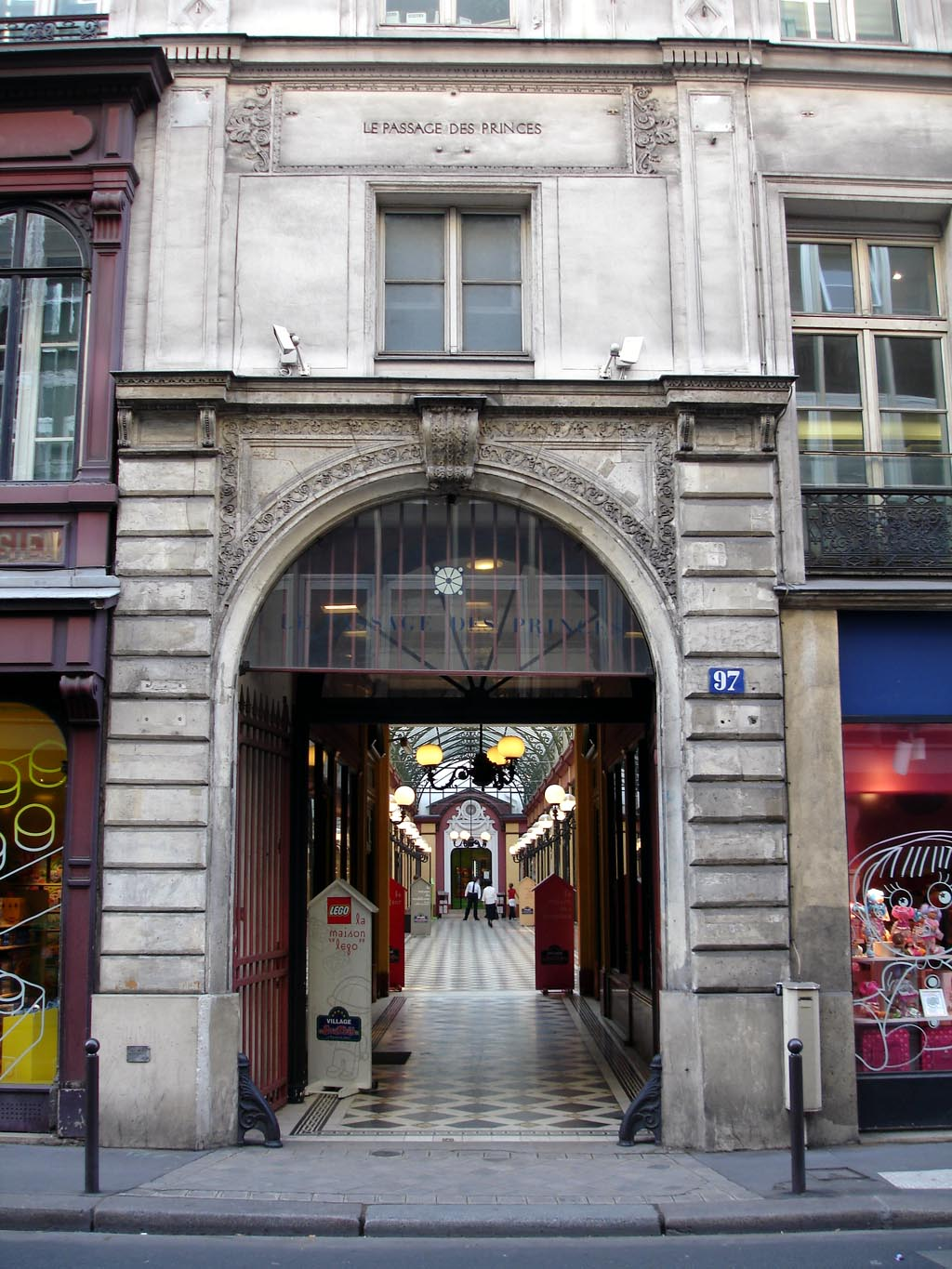
Passage des Princes

- Überdachte Ladenpassage Passage des Princes aus dem Jahr 1860
- Auktionshaus Hôtel Drouot